# Ossa (entreprise)

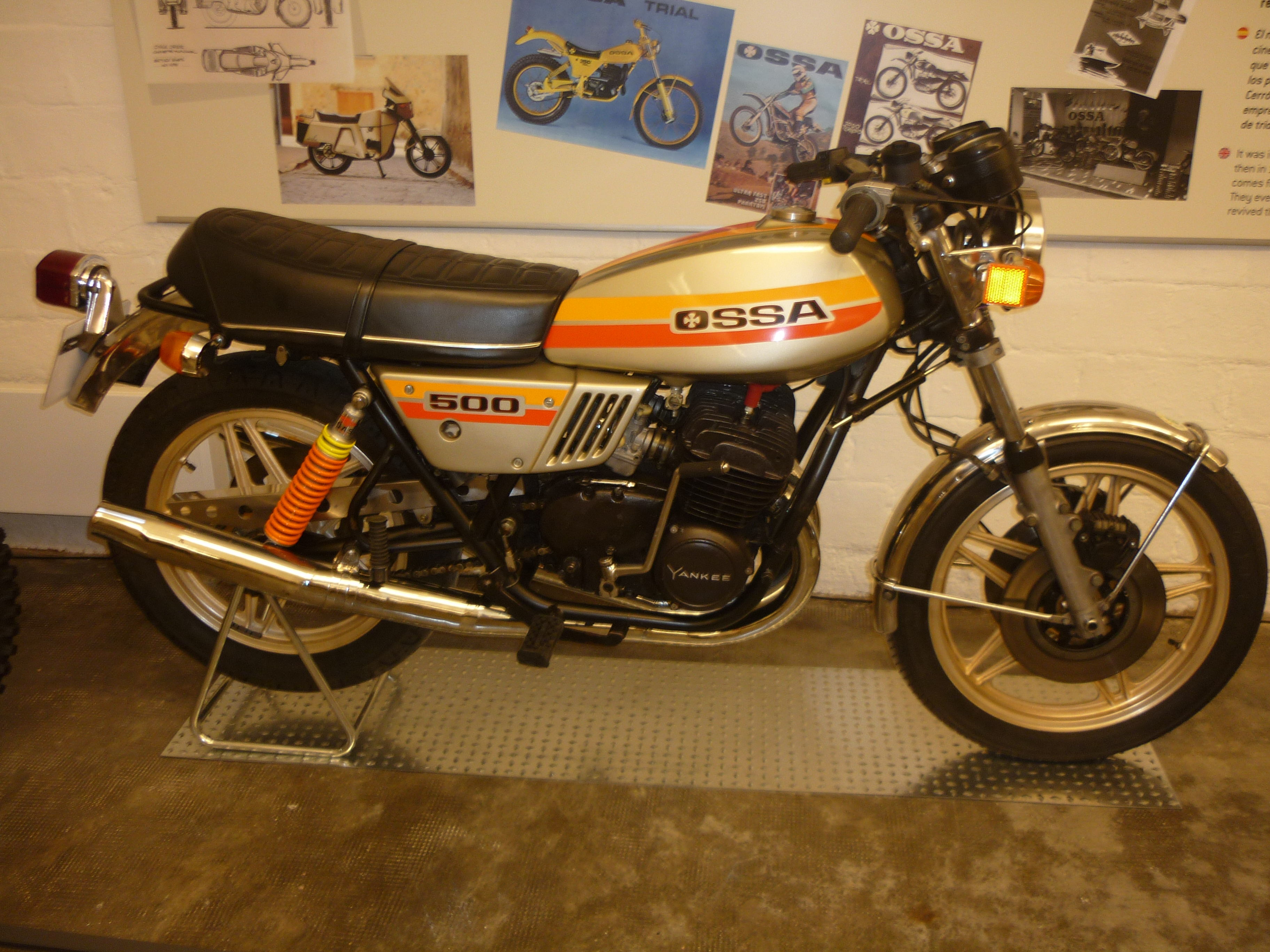
Ossa Yankee 500, 1976

Ossa (acronyme de Orpheo Sincronic Sociedad Anónima) est un constructeur espagnol de motocyclettes.

## Histoire
Fondée en 1924 à Barcelone, l'entreprise a d'abord fabriqué des projecteurs de cinéma pour le marché intérieur ibérique, avant de se lancer dans la production de motocyclettes à moteurs deux-temps après la Seconde Guerre mondiale.
Impliquée dans toutes les disciplines, la firme a véritablement été traumatisée par le décès de son champion Santiago Herrero et ne s'est ensuite plus consacrée qu'au tout-terrain. Et plus particulièrement au trial avec comme ambassadeur le célèbre Mick Andrews, vainqueur de deux titres mondiaux en 1971 et 1972. Ossa participait en moto-cross et enduro, principalement en petites et moyennes cylindrées : 125, 175 et 250 cm3.
Ossa a commencé à décliner dès la fin du franquisme, victime de l'ouverture du marché espagnol et d'une grève dure de son personnel en 1977. Une fusion avec Bultaco deux ans plus tard n'y a rien fait : l'usine doit fermer ses portes en 1982.
Un racheteur[Qui ?] remet Ossa sur pieds[Quand ?] et la marque devait présenter de nouveaux modèles à la vente en 2010. Elle présentera le 10 novembre 2009, au salon EICMA de Milan, une toute nouvelle moto de trial baptisée « TRI 280 ». La marque va ensuite fusionner avec le constructeur espagnol Gas Gas en 2014, lequel sera racheté par l'autrichien KTM en 2019.
La gamme était surtout présente en tout-terrain : moto-cross et enduro, principalement en petites et moyennes cylindrées : 125, 175 et 250 cm3.

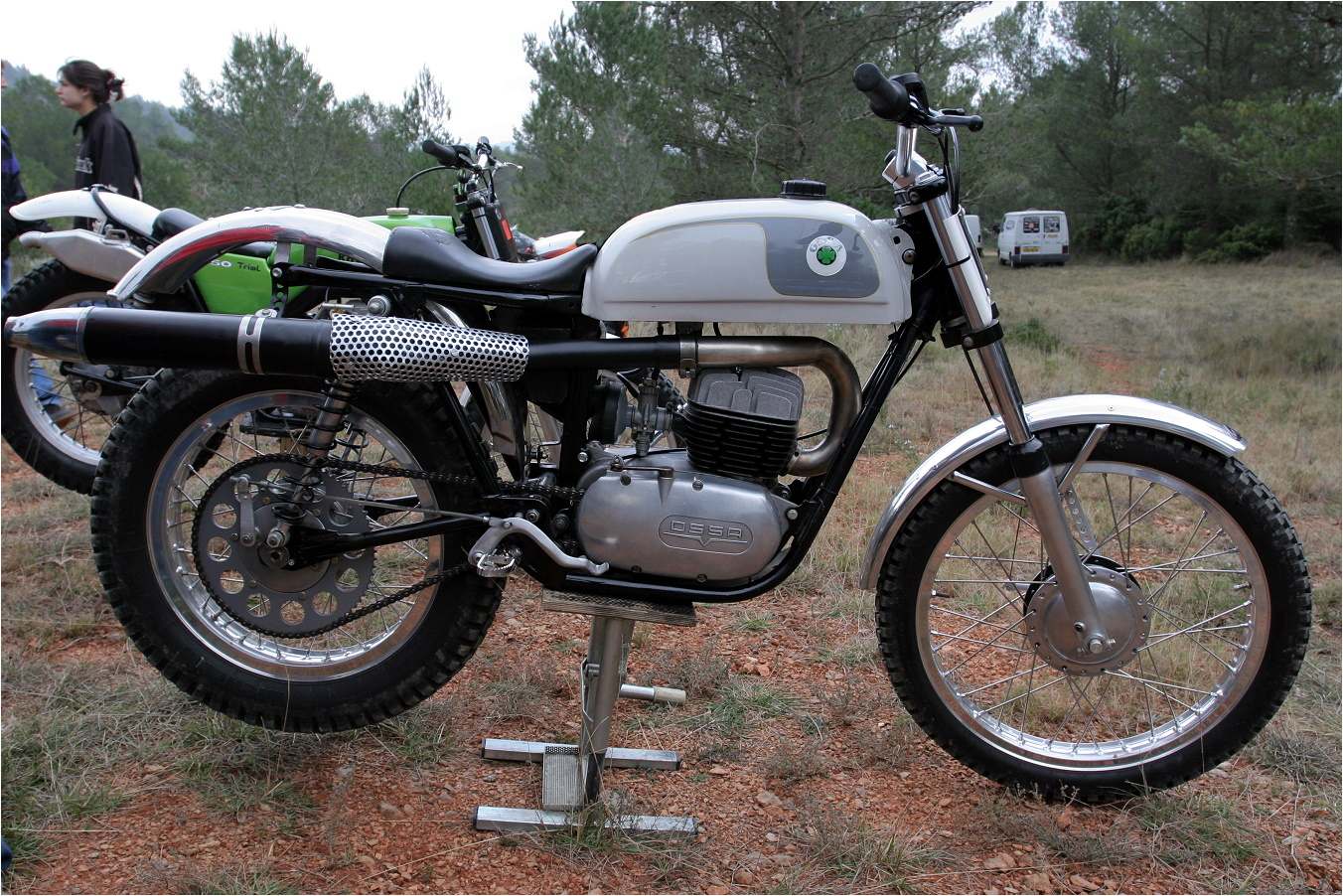
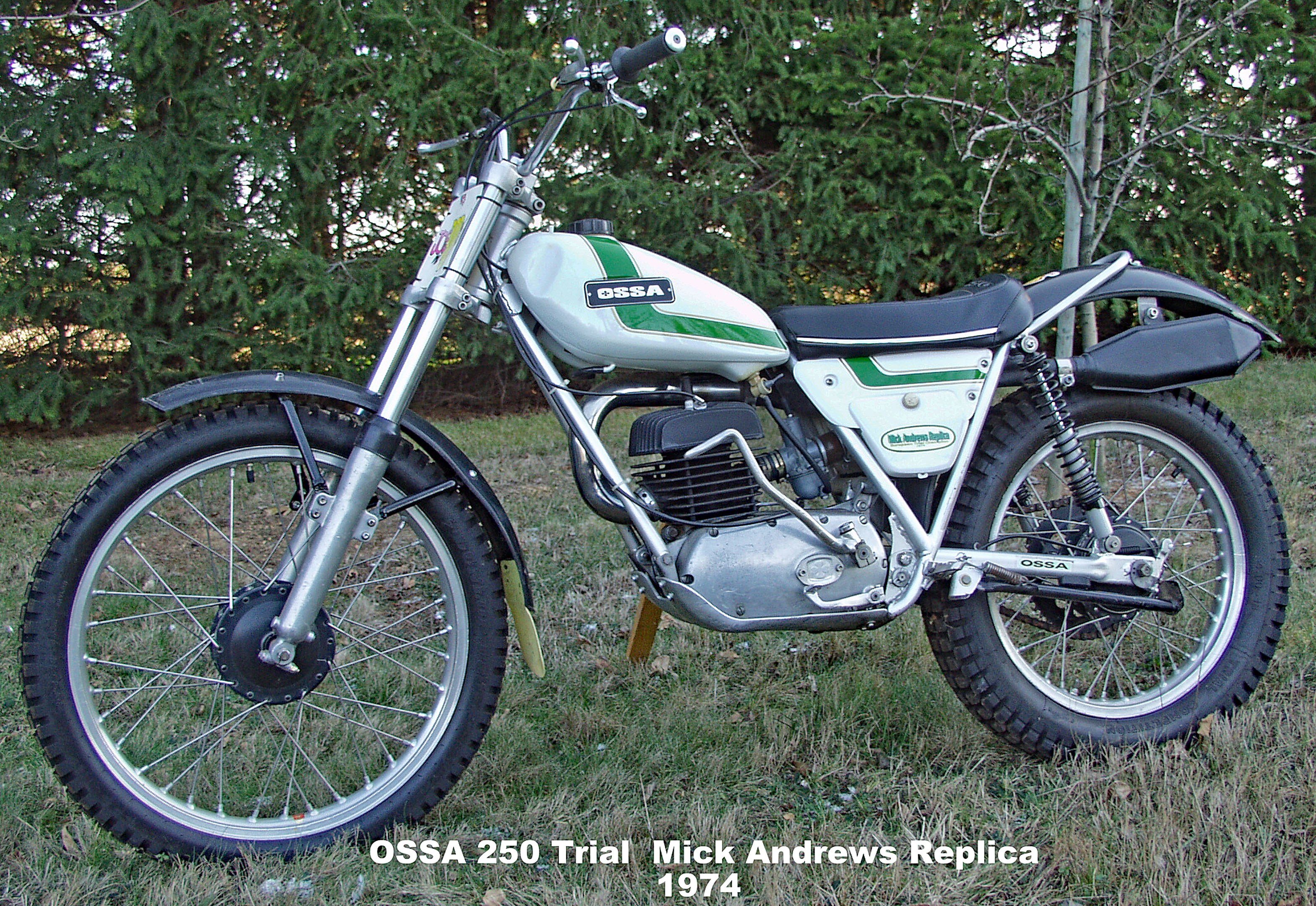
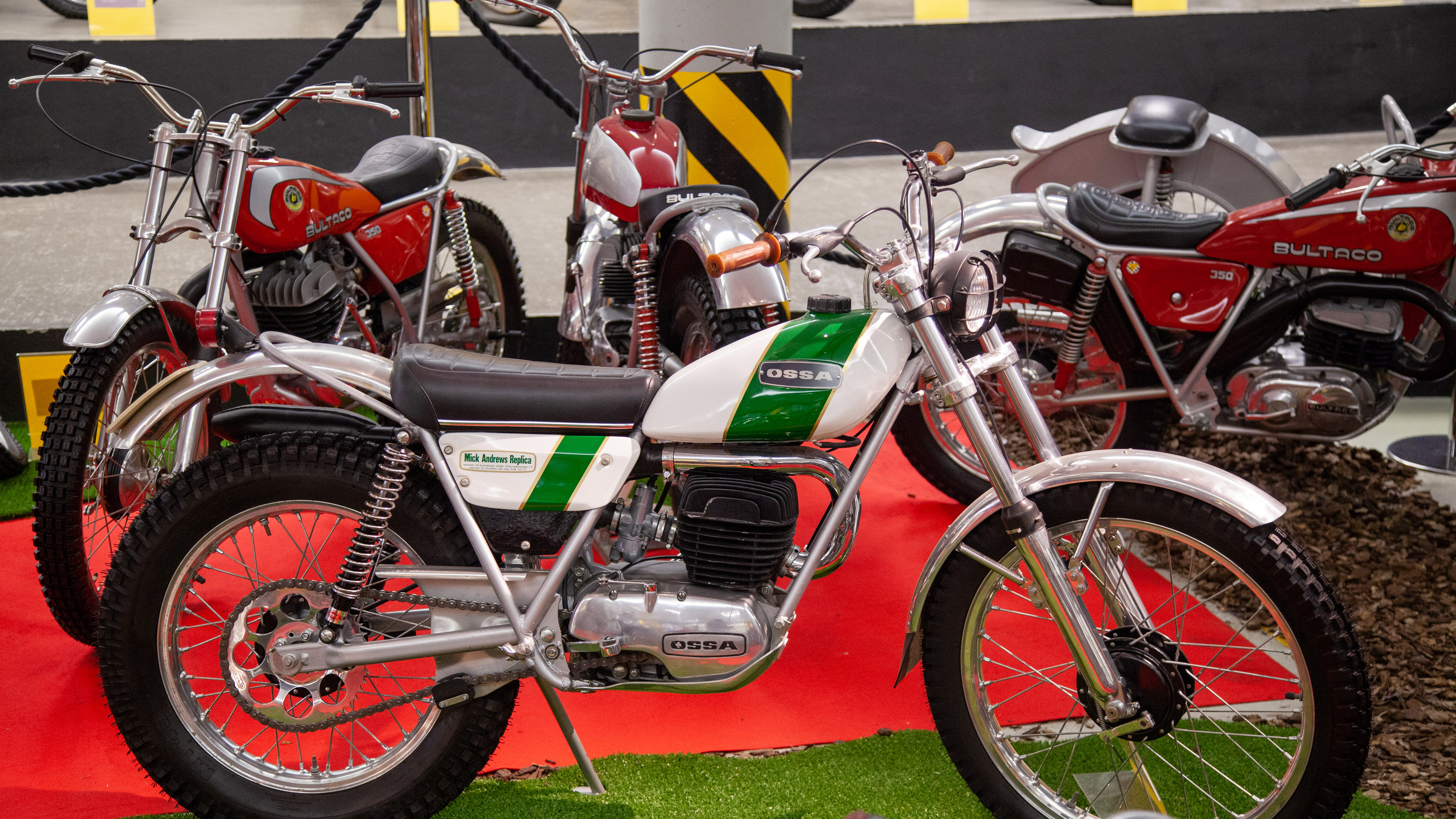
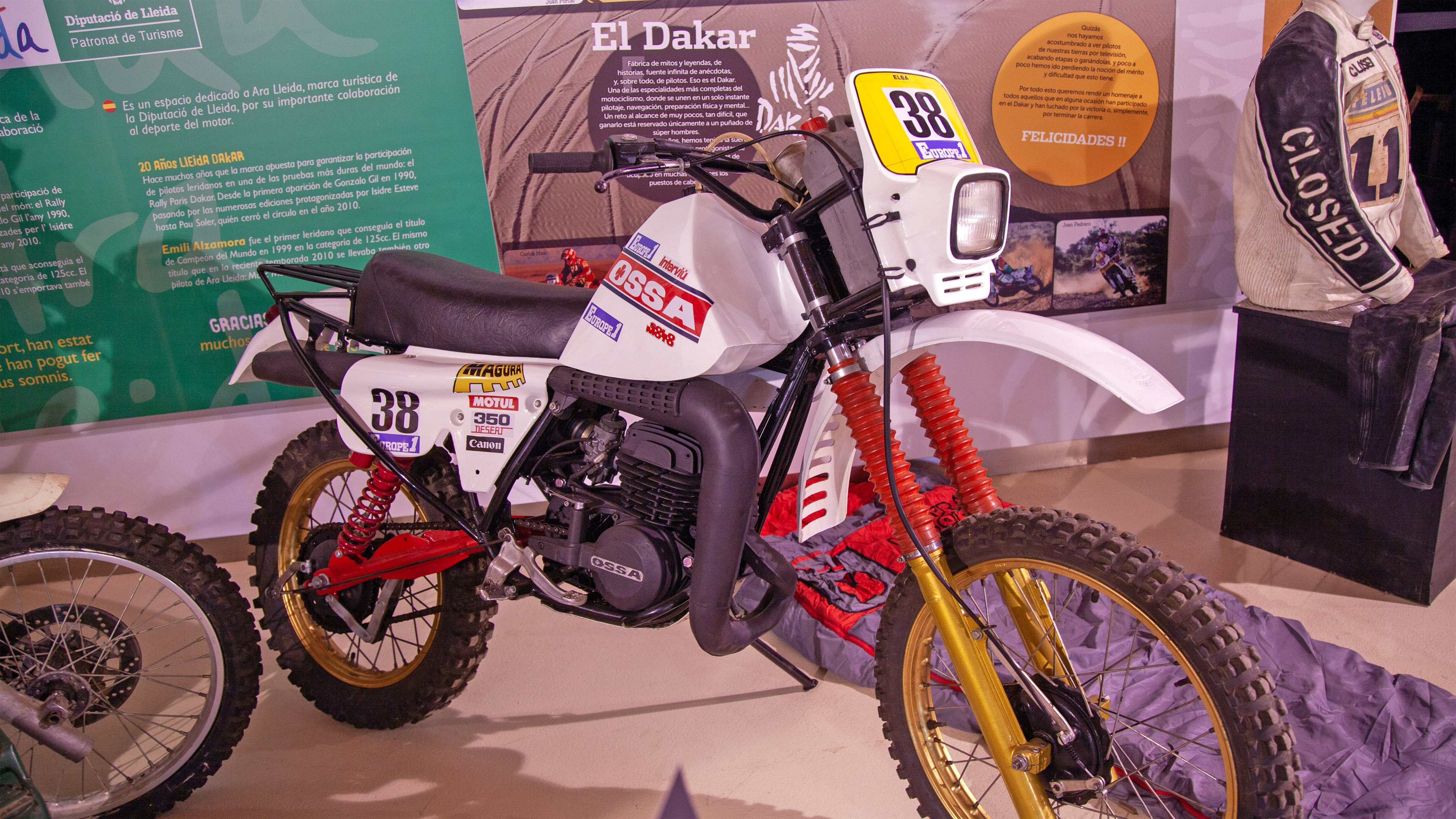
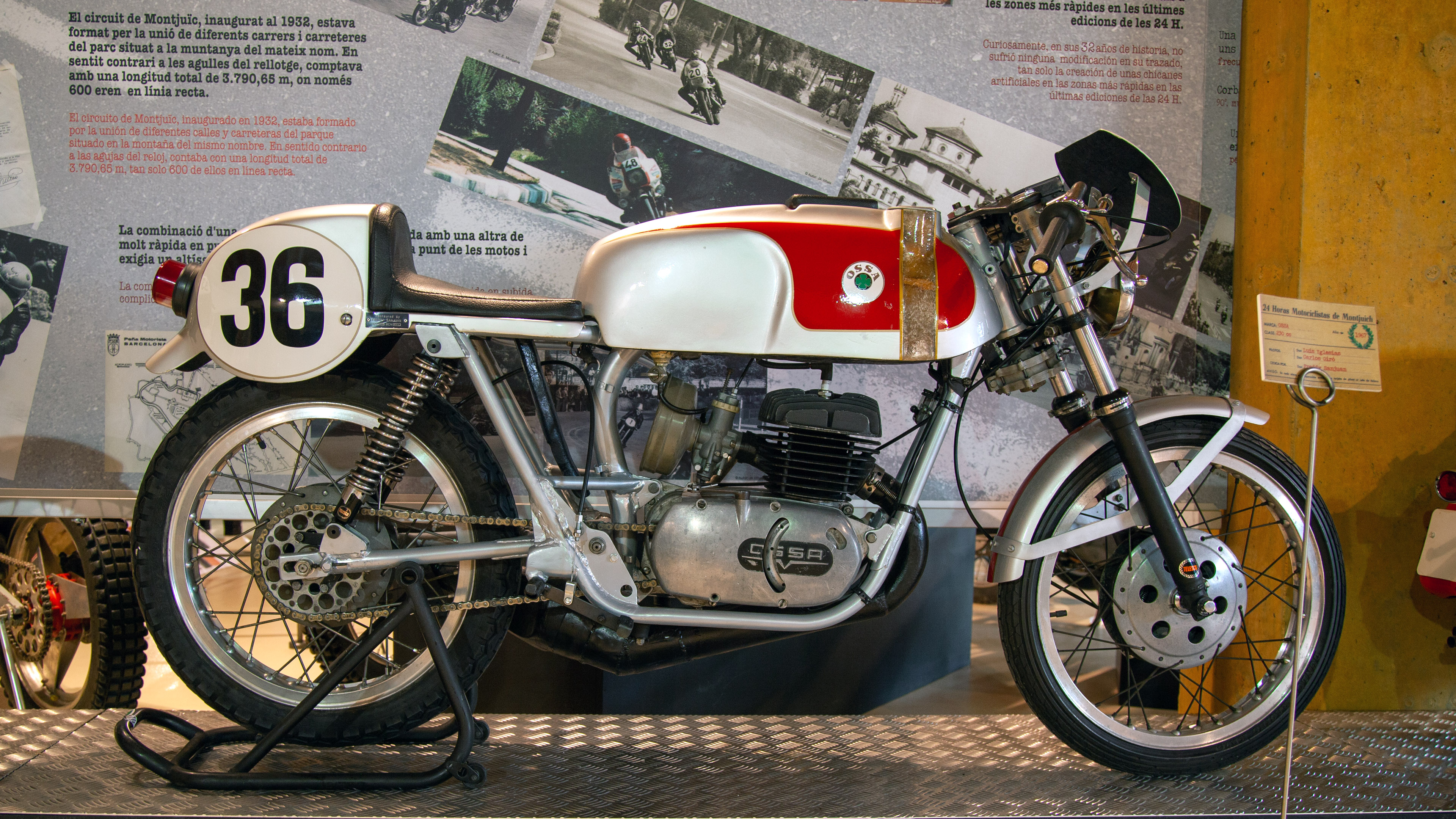
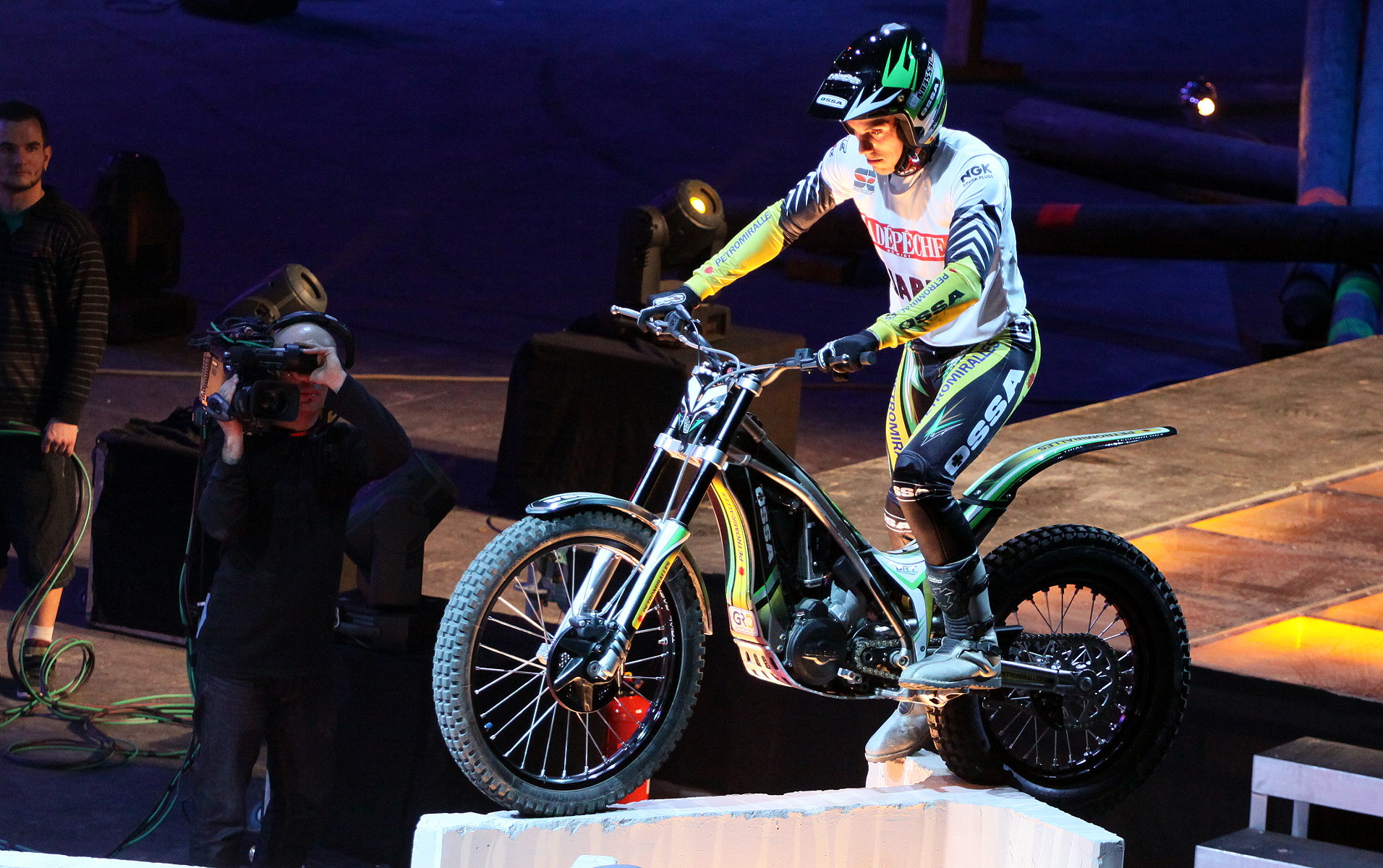

## Ossa en Grand Prix
De 1968 à 1970 Ossa s'aligna dans la cour des grands, en Championnat du Monde de Vitesse: La moto était un monocylindre 250 2Temps ,à distributeur rotatif, qui souffrait d'un déficit de puissance face à la Yamaha 4cylindres de Phil Read (La FIM imposera ensuite une imitation aux nombres de cylindres pour cette catégorie afin de rapprocher le domaine de la course des motos vendues au grand public) toutefois elle était également 20 kilos plus légère grâce à un cadre coque révolutionnaire, dotée d'un maître couple minimum, aérodynamiquement favorable,  et pilotée par un cavalier aussi talentueux que téméraire, l'espagnol Santiago Herrero qui la mena à plusieurs occasions à la victoire (finissant 3° au Championnat du Monde 1969). Herrero se tua lors de l'édition 1970 du Tourist Trophy alors qu'il était en 3°position et revenait très fort après une première chute. En signe de deuil l'écurie Ossa se retira de la compétition, bien que plusieurs pilotes de renom aient sollicité de reprendre le guidon de la petite 250 de GP espagnole.

## Ossa en France

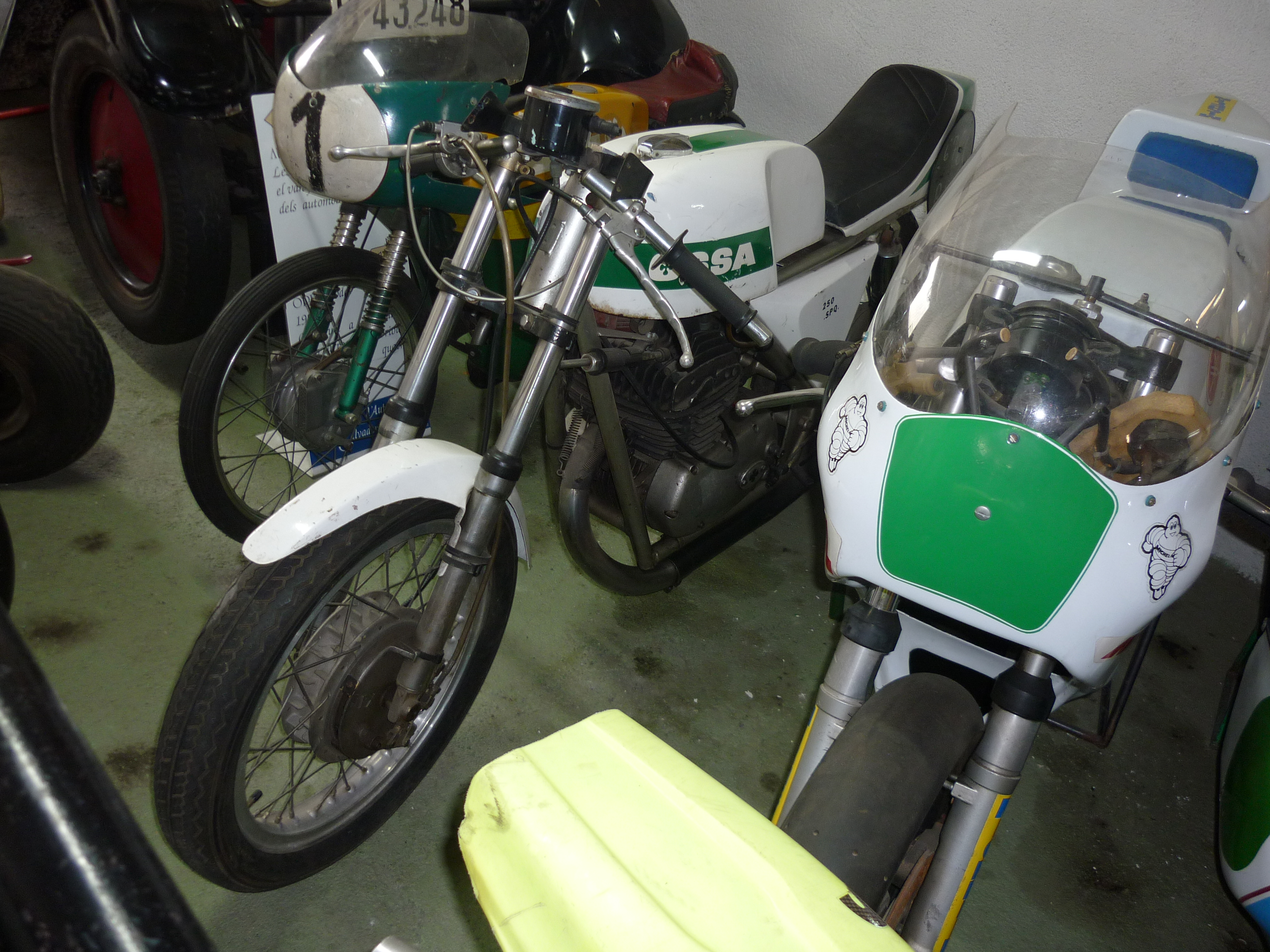
Ossa SPQ

- Un pilote de renom français a piloté une Ossa, Jacques Vernier, multiple champion de France en moto-cross et Enduro (+ Le Touquet).

- Une Ossa de compétition, l'Ossa SPQ (Seurat Piron Queyrel), fut produite par l'importateur de la marque en France aux années 1960/70. Avec un poids de 86 kg cette Ossa modifiée était bien plus légère que les modèles de route originaux produits à Barcelone (120 kg environ). Son moteur Short track, l'un des plus puissants moteurs en 250 de l'époque, donnait 35 chevaux à 7 500 tr/min. Les OSSA SPQ excellaient en course de côte et dans la catégorie "sport/criterium" dans les années 1970, mais elles étaient dépassées en catégorie de courses de vitesse motocyclistes sur circuit autant au niveau national qu'international par les Yamaha TD2/3 et puis les Yamaha TZ[1].

- Marcel Seurat, patron de la SIMA qui importait les motos Ossa, a construit également un moto de course équipée du moteur 500 cm3 bicylindre de la Yankee; cette moto n'a été construite qu'à deux exemplaires. Un seul subsiste, l'autre ayant été détruit en course.